# Bruno II. von Berg
Bruno von Berg (* um 1100; † 29. Mai 1137 in Trani/Apulien) war als Bruno II. von 1131 bis 1137 Erzbischof von Köln.

## Leben
Er war ein Sohn des Grafen Adolf I. von Berg und dessen Frau Adelheid von Lauffen, ein Onkel des Erzbischofs Friedrich II. von Berg und ein Neffe des Erzbischofs Bruno von Trier.
Um 1119 wurde Bruno von Berg als Propst von St. Castor in Koblenz erwähnt. Ab 1127 war er Propst zu St. Gereon in Köln, gleichzeitig war er auch Domherr in Köln. Im Jahr 1130 lehnte er die Wahl zum Erzbischof von Trier und damit die Nachfolge von Erzbischof Meginher ab. Hierzu hatte er Papst Innozenz II. gewisse verborgene Gründe mitgeteilt. Auch Bernhard von Clairvaux, den Bruno vor 1126 in Reims kennengelernt hatte und der ihn als seinen Freund bezeichnete, wusste um diese Gründe. Er riet ihm von der Annahme der Wahl ab, zumal zwischen Brunos schwerer Selbstanklage und der Amtsannahme keine Zeit der Buße liege.
Am 25. Dezember 1131 wurde er im Beisein von König Lothar III. und einem päpstlichen Legaten in einer dem kanonischen Recht widersprechenden zweiten Wahl zum Erzbischof von Köln gewählt. Der eigentlich kurz zuvor gewählte Propst Gottfried von Xanten wurde vor seiner Inthronisierung zur Abdankung bewogen, nachdem Bruno von seinen Verwandten aus Frankreich, wo er studierte, zurückgerufen wurde. Am 18. März 1132 wurde Bruno von Berg, der an Epilepsie litt, zum Bischof geweiht.
1133 wandelte er zusammen mit seinen Brüdern Adolf und Eberhard die namengebende Burg Berge bei Altenberg in eine Zisterzienserabtei um. Um 1134 bestätigte er die vom späteren Kölner Erzbischof Hugo von Sponheim gegründete Prämonstratenserabtei Knechtsteden in Dormagen bei Neuss.
Bruno von Berg starb am 29. Mai 1137 in Trani/Apulien, als er Lothar III. auf einem Feldzug gegen Roger II. von Sizilien begleitete.